# Bitwa koło przylądka Spartivento
Bitwa koło przylądka Spartivento – bitwa morska stoczona w czasie II wojny światowej w dniu 27 listopada 1940, niedaleko od przylądka Spartivento, pomiędzy marynarką aliancką a włoską. Zespół okrętów marynarki brytyjskiej Royal Navy pod dowództwem admirała Jamesa Somerville'a uszkodził okręty włoskiej Regia Marina, dowodzonej przez admirała Campioniego.

## Siły

### Włochy
- Admirał Angelo Iachino
  - 6 krążowników ciężkich: "Bolzano", "Fiume", "Gorizia", "Pola", „Trieste”(inne języki), „Trento”(inne języki)
  - 7 niszczycieli: "Ascari", „Carabiniere”(inne języki), „Lanciere”(inne języki) (uszkodzony), "Oriani", "Alfieri", "Carducci", "Gioberti"
- Admirał Inigo Campioni
  - 2 pancerniki: "Vittorio Veneto", "Giulio Cesare"
  - 7 niszczycieli: „Alpino”(inne języki), „Bersagliere”(inne języki), „Fuciliere”(inne języki), „Granatiere”(inne języki), „Dardo”, „Freccia”, „Saetta”

### Wielka Brytania
- Admirał Lancelot Holland
  - 1 krążownik ciężki: "Berwick" (uszkodzony)
  - 4 krążowniki lekkie: "Manchester", "Newcastle", "Sheffield", "Southampton"
- Admirał James Sommerville
  - 1 pancernik: "Ramillies"
  - 1 krążownik liniowy: "Renown"
  - 9 niszczycieli: HMS „Encounter”(inne języki), "Faulknor", "Firedrake", „Forester”(inne języki), „Fury”(inne języki), "Gallant", "Greyhound", "Griffin", "Hereward"

- nie wzięły udziału w starciu:
  - 1 lotniskowiec: HMS "Ark Royal"
  - 2 niszczyciele: HMS "Jaguar", "Kelvin"

- konwój z eskortą
  - 1 krążownik przeciwlotniczy: HMS "Coventry"
  - 1 krążownik lekki: HMS "Despatch"
  - 3 niszczyciele: HMS "Duncan", "Hotspur", „Wishart”(inne języki)
  - 4 korwety (typu Flower): „Peony”(inne języki), „Salvia”(inne języki), „Gloxinia”(inne języki), "Hyacinth"
  - 4 statki